# Stenstorps pastorat
Stenstorps pastorat är ett pastorat i Falköpings och Hökensås kontrakt (före 2017 Falköpings kontrakt) i Skara stift i Svenska kyrkan.
I pastoratet ingår sedan 2010 
- Stenstorps församling
- Hornborga församling
- Dala-Borgunda-Högstena församling
- Gudhems församling

vilka också ingick till 2014 i Stenstorps kyrkliga samfällighet.
Dess pastoratskod är 030504.